# Coloncus americanus
Coloncus americanus là một loài nhện trong họ Linyphiidae.
Loài này thuộc chi Coloncus. Coloncus americanus được Ralph Vary Chamberlin & Wilton Ivie miêu tả năm 1944.